# Kínai–vietnámi háború
A kínai–vietnámi háború rövid katonai konfliktus 1979 elején Kína és Vietnám között. Kína támadást indított, látszólag válaszul Vietnám 1978-as kambodzsai inváziójára és megszállására, amely véget vetett a kínaiak által támogatott vörös khmerek uralmának. A konfliktus mindössze körülbelül egy hónapig tartott, mivel Kína 1979 márciusában kivonta csapatait. Ennek ellenére a 29 napos összecsapás során 100 000-nél is többen haltak meg.
1979 februárjában a kínai erők meglepetésszerű inváziót indítottak az egykori Észak-Vietnám ellen, és gyorsan elfoglaltak több várost a határ közelében. Ugyanezen év március 6-án Kína kijelentette, hogy büntető küldetése teljesült, a csapatai ezután kivonultak. Vietnám azonban egészen 1989-ig továbbra is megszállta Kambodzsát, ami arra utal, hogy Kína nem érte el azt a kitűzött célját, hogy visszatartsa Vietnámot a kambodzsai beavatkozástól. Kína hadművelete azonban legalább sikeresen kényszerítette Vietnámot, hogy néhány egységet, nevezetesen a 2. hadtestet, kivonjon a kambodzsai inváziós erőkből, hogy megerősítse Hanoi védelmét. A konfliktus tartósan befolyásolta Kína és Vietnám kapcsolatát, és a két ország közötti diplomáciai kapcsolatok csak 1991-ben álltak helyre teljesen, amikor is a Szovjetunió 1991-es felbomlását követően véglegesítették a kínai-vietnámi határt. Bár Kína nem tudta visszatartani Vietnámot attól, hogy kiszorítsa Pol Potot Kambodzsából, bebizonyította, hogy a Szovjetunió, az ország hidegháborús kommunista ellenfele nem volt képes megvédeni szövetségesét.

## A háború menete

### Kínai támadás
1979. február 17-én a Kínai Népi Felszabadító Hadsereg (KNFH) mintegy 200 000 fős, 200 darab 59-es, 62-es és 63-as típusú harckocsival támogatott hadereje bevonult Észak-Vietnámba, ami Kína első nagyobb hadművelete volt a koreai háború 1953-as befejezése óta.
A kínaiak két irányba indítottak inváziót. A keleti front, amelynek parancsnoka Csü Sijou volt, Cao Bằng, Lạng Sơn és Quảng Ninh tartományok megtámadását és elfoglalását célozta. A Jang Delcsi által irányított nyugati front Ha Tuyen, Hoang Lien Son és Lai Châu tartományokat támadta.
Vietnám gyorsan átcsoportosította minden főerejét Kambodzsából, Dél-Vietnámból és Közép-Vietnámból az északi határra. Február 18. és 25. között a 3. katonai körzet 327. gyaloghadosztályát és a 4. katonai körzet 337. gyaloghadosztályát az 1. katonai körzethez csatlakozva az északnyugati régió védelmére telepítették. Március 6. és 11. között a Kambodzsában állomásozó 2. hadtestet (Huong Giang hadtest) visszatelepítették Hanoiba. A közép-vietnámi 372. légihadosztályt, valamint a dél-vietnámi 917., 935. és 937. légiezredet szintén gyorsan északra telepítették.
A kínai haderő gyorsan mintegy 15-20 kilométerre nyomult be Vietnámba, a harcok főként Cao Bằng, Lào Cai és Lạng Sơn tartományokban folytak. A vietnámiak elkerülték a reguláris hadosztályaik mozgósítását, és mintegy 300 000 katonát tartottak vissza Hanoi védelmére. A Vietnámi Néphadsereg (VNH) igyekezett elkerülni a közvetlen harcot, és gyakran gerilla-hadviselést alkalmazott.
A kezdeti támadás hamarosan elvesztette lendületét, és egy új támadási hullámot küldtek, amelyben nyolc kínai hadosztály csatlakozott a csatákhoz. Miután elfoglalták a Lạng Sơn feletti északi magaslatokat, a KNFH bekerítette a várost és szünetet tartott a város előtt, hogy a VNH-t a Kambodzsából érkező egységekkel való megerősítésre csábítsa. Ez volt a kínai haditerv fő stratégiai trükkje, mivel Teng Hsziao-ping nem akarta megkockáztatni a Szovjetunióval való feszültség eszkalálódását. Három napig tartó véres, házról házra tartó harcok után Lạng Sơn március 6-án elesett. A KNFH ezután elfoglalta a Lạng Sơn feletti déli magaslatokat és Sa Pat. A kínaiak azt állították, hogy a vietnámiak több reguláris egységét is szétzúzták. Támogató támadásokat hajtottak végre a Quảng Ninh tartományban a Mong Cai és a Cao Ba Lanh melletti csatában is, de sikertelenül. Bangkoki elemzők azonban egészen más veszteségi adatok birtokába jutottak, a front nyugati részén Lao Cai mellett és a front közepén lévő Cao Bang mellett a vietnámiak heves ellenállása szintén vietnámi vereséget eredményezett. A kínaiak elfoglalták a távolabbi északkeleti tartományi fővárost, Mong Cait is. 1979 januárja óta a kínai erők Vietnám szerint számos felderítő tevékenységet végeztek a határon túl, és 230 alkalommal hatoltak be vietnámi területre. Egy esetleges kínai invázióra való felkészülés érdekében a Vietnámi Kommunista Párt Központi Katonai Bizottsága elrendelte, hogy a határon túli fegyveres erők készenlétben legyenek.
Március 6-án Kína kijelentette, hogy a Hanoi felé vezető út nyítva áll előtte, és hogy büntető hadjáratukat ezzel teljesítették. Véletlenül a vietnámi kormány ugyanezen a napon országos általános mozgósításra szólított fel a háborúra. Egyes elemzők szerint a harcias vietnámi nyelvezet az ellentámadásra való törekvésre utalhatott, vagy egyszerűen csak egy olyan propagandakampányra tett kísérletre, amely a vietnámi győzelem kinyilvánításával végződik, amikor a kínaiak elhagyják az országot. A kivonulás során a KNFH a felperzselt föld taktikáját alkalmazta, lerombolva a helyi infrastruktúrát és kifosztva a hasznos felszereléseket és erőforrásokat (beleértve az állatállományt), ami súlyosan meggyengítette Vietnám legészakibb tartományainak gazdaságát. A KNFH március 16-án lépte át ismét a kínai határt. Mindkét fél győzelmet hirdetett, Kína azt állította, hogy leverte a vietnámi ellenállást, Vietnám pedig azt, hogy visszaverte az inváziót, főként a határ menti milíciák felhasználásával. Henry J. Kenny, az amerikai Center for Naval Analyses kutatója megjegyezte, hogy a legtöbb nyugati író egyetért abban, hogy bár Vietnám felülmúlta Kínát a csatatéren, Lang Son elfoglalása lehetővé tette volna a kínaiak számára, hogy a Vörös-folyó deltájába, majd onnan Hanoi felé vonuljanak.
A fenti nézetekkel ellentétben a The New York Times arról számolt be, hogy nyugati hírszerzési elemzők úgy vélték, hogy bár a határháború véget ért, a vietnámi reguláris haderőnek pótolnia kellett a tartományi csapatokat, amelyek nagy veszteségeket szenvedtek és szervezetlenné váltak az invázió nyomása alatt. Vietnám egy reguláris hadosztályt, valamint páncélos és tüzérségi támogató egységeket küldött a harcok csúcspontján Lang Sonhoz, amelyet a kínai erők elfoglaltak, de a reguláris hadosztály nem tudta bevenni a várost. A kínaiak a Lang Son-i győzelmüket követően tették meg visszavonulási bejelentésüket, amelyet Hanoi nem volt hajlandó elismerni. Elemzők ezt úgy értelmezték, hogy ez figyelmeztetés volt Vietnám számára, hogy minden ottani katonai célpontot Kína elfoglalhat. Elemzők azt állították, hogy a harc kimenetelétől függetlenül Kínának sikerült tartósan a vietnámi csapatokat, utánpótlást, figyelmet és energiát a határvidékre terelni és lekötni. Ez annak volt köszönhető, hogy Vietnám intenzíven pótolta és átrendezte a határövezet védelmét.
Annak ellenére, hogy olyan erőket használtak, amelyek az 1950-es évek eleje óta nem láttak nagyobb harcot, és amelyek fegyverzete gyengébb volt a vietnámi fegyverzetnél, úgy értékelte, hogy a kínaiak  jól harcoltak. A KNFH által használt fegyverzet és katonai járművek többsége vagy elavult, vagy harcra alkalmatlan volt. Ezzel szemben a vietnámi erők harcban jártas erőkkel, valamint Amerikából és a Szovjetunióból származó modern fegyverzettel rendelkeztek. Kína 40 kilométernyire szorította vissza a vietnámi erőket a határtól, és sikerült súlyosan megrongálni az általuk megszállt területet.

### Szovjet támogatás
A Szovjetunió, bár nem lépett fel közvetlen katonai akcióban, jelentős hírszerzési és felszerelési támogatást nyújtott Vietnámnak. A Szovjetunió nagyszabású légihidat létesített, hogy a vietnámi csapatokat Kambodzsából Észak-Vietnámba szállítsa. Moszkva összesen 400 harckocsit és páncélozott személyszállító járművet (APC), 500 aknavető tüzérségi és légvédelmi tüzérségi eszközt, 50 BM–21 Grad rakétavetőt, 400 hordozható föld-levegő rakétát, 800 páncéltörő rakétát és 20 sugárhajtású vadászgépet is biztosított. Körülbelül 5000-8000 szovjet katonai tanácsadó volt jelen az országban 1979-ben, hogy helyi katonákat képezzenek ki.
A háború alatt a Szovjetunió csapatokat telepített a kínai-szovjet határra és a mongol-kínai határra, hogy ezzel is kifejezze támogatását Vietnámnak, valamint lekösse a kínai csapatokat. A szovjetek azonban nem voltak hajlandóak közvetlen lépéseket tenni szövetségesük védelmében. A szovjet Csendes-óceáni Flotta 15 hajót is a vietnámi partokhoz telepített, hogy a kínai harctéri kommunikációt lehallgassa és továbbítsa a vietnámi erőknek.

## Következmények
Kína és Vietnám egyaránt több ezer katonát vesztett, Kína pedig 3,45 milliárd jüant veszített, ami késleltette az 1979-80-as gazdasági tervük megvalósítását. A háborút követően a vietnámi vezetés különböző elnyomó intézkedéseket hozott, hogy kezelje a valós vagy potenciális kollaboráció problémáját. 1979 tavaszán a hatóságok mintegy 8000 hoát űztek ki Hanoiból a déli „új gazdasági övezetekbe”, és részben áttelepítették a hmong törzseket és más etnikai kisebbségeket a legészakibb tartományokból. Hoàng Văn Hoan disszidálására válaszul a Vietnámi Kommunista Párt eltávolította soraiból a kínabarát elemeket és azokat a személyeket, akik a háború alatt megadták magukat az előrenyomuló kínai csapatoknak. 1979-ben összesen 20 468 tagot zártak ki a pártból.
Az inváziót követően Vietnám bábkormányt hozott létre Kambodzsában, amelyet Heng Samrin vezetett, ám köteles volt konzultálni a vietnámiakkal a fontosabb döntésekről. Bár Vietnám továbbra is megszállta Kambodzsát, Kína sikeresen mozgósította a nemzetközi ellenzéket a megszállással szemben, olyan vezetőket tömörítve, mint Norodom Szihanuk, Kambodzsa trónfosztott királya, Son Sann kambodzsai antikommunista vezető és a vörös khmerek magas rangú tagjai, hogy megtagadják a vietnámbarát Kambodzsai Néppárt diplomáciai elismerését a szovjet blokkon túl.
A diplomaták és elemzők többsége arra a következtetésre jutott, hogy Kína hosszú távú stratégiája a vietnámi erőforrások megosztása volt azáltal, hogy a vietnámiak más problémákról a határkonfliktusra irányítják át erőforrásaikat. A problémák közé tartoztak Dél-Vietnám Észak-Vietnámba integrálásának nehézségei, Laosz igazgatásának és Kambodzsa megszállásának terhei, valamint a két évig tartó katasztrofális időjárás okozta gazdasági problémák.
A háború után a kínai-vietnámi határon folytatódtak a határ menti összecsapások, és a vietnámiak nem riadtak vissza attól, hogy fenntartsák Kambodzsa megszállását, növeljék Laosz feletti ellenőrzésüket, és veszélyeztessék Thaiföld biztonságát, ami Vietnámot az ASEAN-ra nézve a korábbinál is nagyobb fenyegetéssé tette Emellett a vietnámi kormány fokozta az országban élő kínaiak üldözését. A hatóságok elkobozták a kínaiak tulajdonát képező ingatlanokat, és sokukat kitoloncolták több dél-kínai tartományba.
Kína azonban súlyos gazdasági és katonai nehézségeket okozott Vietnámnak azzal, hogy második invázióval fenyegetőzött, és továbbra is támogatta a Pol Pot kambodzsai gerilláit. A vietnámi kormánynak pénzt kellett költenie a kínai-vietnámi határon való katonai jelenlét fenntartására és a kambodzsai bábkormány támogatására. Vietnám szűkös erőforrásai kimerültek, és a gazdasági körülmények rosszul alakultak.
A háború stratégiai következményeinek értékelései jelentősen eltérnek egymástól. Howard W. French újságíró idézett néhány történészt, akik szerint „a háborút Teng úr (Kína akkori legfőbb vezetője, Teng Hsziao-ping) azért indította, hogy a hadsereget lefoglalja, amíg ő megszilárdítja a hatalmát. Kína azonban erősítette kapcsolatait az ASEAN-országokkal – különösen Thaifölddel és Szingapúrral – a vietnámi agressziótól való félelmük miatt. Li Kuang-jao szingapúri miniszterelnök 2000-ben ezt írta: „A nyugati sajtó kudarcként írta le a kínai büntetőakciót. Azt hiszem, megváltoztatta Kelet-Ázsia történetét.” Ezzel szemben Vietnám csökkenő presztízse a térségben oda vezetett, hogy jobban függött a Szovjetuniótól, amely a Cam Ranh-öbölben haditengerészeti támaszpontot bérelt. Henry Kissinger volt amerikai külügyminiszter azt írta, hogy Kínának sikerült feltárnia (a szovjet) stratégiai hatókör határait, és úgy vélte, hogy az eredménytelenségük kompenzálásának vágya hozzájárult ahhoz, hogy a szovjetek egy évvel később úgy döntöttek, hogy beavatkoznak Afganisztánban.

## Fordítás
- Ez a szócikk részben vagy egészben  a   Sino-Vietnamese War című angol Wikipédia-szócikk ezen változatának fordításán alapul.  Az eredeti cikk szerkesztőit annak laptörténete sorolja fel. Ez a jelzés csupán a megfogalmazás eredetét és a szerzői jogokat jelzi, nem szolgál a cikkben szereplő információk forrásmegjelöléseként.